# Mangarinus waterousi
Mangarinus waterousi es una especie de peces de la familia de los Gobiidae en el orden de los Perciformes.

## Morfología
Los machos pueden llegar a alcanzar los 4,8 cm de longitud total.

## Hábitat
Es un pez de  clima tropical y demersal.

## Distribución geográfica
Se encuentra en el Japón, las Filipinas, Indonesia, República de Palau y la Micronesia.

## Observaciones
Es inofensivo para los humanos.